# Michal Ondruš
Michal Ondruš (27. srpna 1906 – 9. dubna 1987) byl slovenský a československý odbojář, politik Komunistické strany Slovenska a poúnorový poslanec Národního shromáždění ČSR.

## Biografie
V srpnu 1945 byl delegáty národních výborů zvolen za poslance Slovenské národní rady. Zasedal zde do roku 1946.
Ve volbách roku 1948 byl zvolen do Národního shromáždění za KSČ ve volebním kraji Košice. Mandát obhájil ve volbách v roce 1954 (volební obvod Levoča-Spišská Nová Ves). V parlamentu zasedal do března 1956, kdy rezignoval a nahradil ho Pavol Bučák.
K roku 1954 se profesně uvádí jako vedoucí tajemník Okresního výboru KSS. V letech 1946–1953 se uvádí jako člen Ústředního výboru Komunistické strany Slovenska.
Od července 1973 do května 1975 ho StB Spišská Nová Ves evidovala jako držitele propůjčeného bytu.